# Ghánai labdarúgó-válogatott
A ghánai labdarúgó-válogatott, vagy becenevükön „a fekete csillagok”, Ghána nemzeti csapata, amelyet a ghánai labdarúgó-szövetség irányít. A csapat 2006-ban első alkalommal jutott a labdarúgó-világbajnokságra, és eddig kilenc alkalommal jutott be az afrikai nemzetek kupája döntőjébe.
Ifjúsági szinten Ghána szintén jelentős sikerekkel büszkélkedhetett. A 17 éven aluliak világbajnokságát kétszer nyerték meg (1991, 1995) és egy alkalommal (2009) a FIFA ifjúsági világbajnokságát is megnyerték. A felnőtt csapat eddig összes négyszer nyerte el az Afrikai nemzetek kupáját (1963, 1965, 1978, 1982), így a kupa történetében a hétszeres győztes Egyiptom és az ötszörös győztes Kamerun után Ghána a harmadik legsikeresebb csapat.
A ghánai válogatott ismert technikás, gyors és kreatív játékáról, amely az afrikai futball jellegzetes stílusát képviseli. A "Fekete Csillagok" elnevezés az ország zászlaján látható fekete csillagra utal, amely az afrikai egységet és szabadságot szimbolizálja. 

## Története
Ghána labdarúgás az 1950-es években kezdett szervezett kereteket ölteni. Az első mérkőzésüket 1950 május 28-án játszották Nigéria ellen, amit 1–0-ra megnyertek. A futball a ghánai függetlenség elnyerése, 1957 után lett nagyon népszerű az afrikai országban, miután a független állam első miniszterelnöke, Kwame Nkrumah tudatosan használta fel a sportot a nemzet és Afrika függetlenségének jelképeként. Miután 1966-ban egy puccs eltávolította Nkrumaht az ország éléről, az ország labdarúgásának színvonala is visszaesett és a ghánai futball csak az 1970-es évektől kezdte fokozatosan visszanyerni régi fényét. Az első nagy sikerek a jugoszláv edző, Milorad Pavić vezetésével érkeztek, aki modern rendszert és európai taktikát hozott a csapathoz. 1963-ban hazai pályán megnyerték az afrikai nemzetek kupájának a serlegét. Ez volt az első tornagyőzelmük a kontinenstornán. 1965-ben sikerült megvédeniük a címet, miután a döntőben, hosszabbítást követően 3–2-re legyőzték a házigazda Tunéziát. 1978-ban megszerezték a harmadik tornagyőzelmüket, amikor a Ghánában rendezett torna döntőjében 2–0-ra legyőzték Ugandát. 1982-ben a házigazda Líbiával találkoztak a fináléban és 1–1-es rendes játékidőt követően büntetőkkel 7–6 arányban megnyerték a párharcot. Ez volt a válogatott utolsó Afrika-kupa győzelme. Azóta többször eljutottak a döntőig, de nem sikerült nyerniük. 1992-ben büntetőkkel maradtak alul Elefántcsontparttal szemben, 2010-ben Egyiptomtól kaptak ki 1–0-ra, míg 2015-ben ismét Elefántcsontparttal találkoztak és a rendes játékidő, majd a hosszabbítás is 0–0-ás döntetlennel zárult. Következtek a büntetőrúgások, melyben Elefántcsontpart bizonyult jobbnak 9–8 arányban.
A 2006-os labdarúgó-világbajnokság első selejtezőjét Ghána elvesztette Burkina Faso ellen, az ezután következő kilenc selejtezőt azonban megnyerték és mindössze négy gólt kaptak.
A világbajnokságot szerencsétlenül kezdték, 2–0-ra veszítettek Olaszország ellen, ezután azonban meggyőző játékkal 2–0-ra verték az esélyesebbnek tartott Csehországot és meglepetésre versenyben maradtak az E csoportban a továbbjutásért. A nyolcaddöntőben viszont Brazília simán verte a csapatot 3–0-ra. A 2010-es világbajnokságon Ausztrália ellen 1–1-es döntetlennel kezdték a tornát. Ezt követően legyőzték Szerbiát 1–0-ra, majd ugyancsak 1–0-ra kaptak ki Németországtól. A nyolcaddöntőben hosszabbítást követően 2–1-re legyőzték az Egyesült Államok válogatottját és bejutottak a negyeddöntőbe. Kamerun (1990) és Szenegál (2002) után Ghána lett a harmadik afrikai válogatott, melynek sikerült bejutni a legjobb nyolc közé. A negyeddöntőben 1–1-es döntetlent értek el Uruguayjal szemben és Ghána közel állt ahhoz, hogy első afrikai csapatként elődöntőbe jusson, de a büntetőkön elbuktak. Ez a mérkőzés különösen emlékezetes maradt Luis Suárez kezezése és Asamoah Gyan kihagyott büntetője miatt. A 2014-es világbajnokságon 2–1-re kikaptak az Egyesült Államoktól, 2–2-es döntetlent játszottak Németországgal és 2–1 arányban alulmaradtak Portugáliával szemben, ami nem volt elegendő a továbbjutáshoz és már a csoportkört követően kiestek.
A 2022-es világbajnokság selejtezőiben Dél-Afrika, Etiópia és Zimbabwe előtt megnyerték a csoportjukat és bejutottak a harmadik fordulóba, ahol Nigéria ellen idegenben rúgott gól döntött és kijutottak a katari világbajnokságra. A sorsolást követően Uruguay, Dél-Korea és Portugália társaságában a H csoportba kerültek.  Az első mérkőzésen 3–2-es vereséget szenvedtek Portugália ellen. Dél-Korea ellen 2–0-ás előnyre tettek szert, azonban a koreaiaknak sikerült egyenlíteniük, de végül Ghána 3–2-re megnyerte a találkozót.
A harmadik csoportmérkőzésen 2–0-ra kikaptak Uruguaytól és nem jutottak tovább a csoportkörből.

## Nemzetközi eredmények
Afrikai nemzetek kupája
- Aranyérmes: 4 alkalommal (1963, 1965, 1978, 1982)
- Ezüstérmes: 3 alkalommal (1968, 1970, 1992)
- Bronzérmes: 1 alkalommal (2008)

Afrikai nemzetek bajnoksága
- Ezüstérmes: 2 alkalommal (2009, 2014)

Afrika-játékok
- Bronzérmes: 2 alkalommal (1978, 2003)

Nyugat-afrikai nemzetek kupája
- Aranyérmes: 5 alkalommal (1982, 1983, 1984, 1986, 1987)

WAFU-nemzetek kupája
- Aranyérmes: 2 alkalommal (2013, 2017)
- Bronzérmes: 1 alkalommal (2010)

Olimpiai játékok
- Bronzérmes: 1 alkalommal (1992)

U20-as labdarúgó-világbajnokság
- Aranyérem: 1 alkalommal (2009)

### Világbajnoki szereplés
| Év       | Eredmény                         | Helyezés                         | M                                | GY                               | D                                | V                                | RG                               | KG                               |
| -------- | -------------------------------- | -------------------------------- | -------------------------------- | -------------------------------- | -------------------------------- | -------------------------------- | -------------------------------- | -------------------------------- |
| 1930     | Az Egyesült Királyság része volt | Az Egyesült Királyság része volt | Az Egyesült Királyság része volt | Az Egyesült Királyság része volt | Az Egyesült Királyság része volt | Az Egyesült Királyság része volt | Az Egyesült Királyság része volt | Az Egyesült Királyság része volt |
| 1934     | Az Egyesült Királyság része volt | Az Egyesült Királyság része volt | Az Egyesült Királyság része volt | Az Egyesült Királyság része volt | Az Egyesült Királyság része volt | Az Egyesült Királyság része volt | Az Egyesült Királyság része volt | Az Egyesült Királyság része volt |
| 1938     | Az Egyesült Királyság része volt | Az Egyesült Királyság része volt | Az Egyesült Királyság része volt | Az Egyesült Királyság része volt | Az Egyesült Királyság része volt | Az Egyesült Királyság része volt | Az Egyesült Királyság része volt | Az Egyesült Királyság része volt |
| 1950     | Az Egyesült Királyság része volt | Az Egyesült Királyság része volt | Az Egyesült Királyság része volt | Az Egyesült Királyság része volt | Az Egyesült Királyság része volt | Az Egyesült Királyság része volt | Az Egyesült Királyság része volt | Az Egyesült Királyság része volt |
| 1954     | Az Egyesült Királyság része volt | Az Egyesült Királyság része volt | Az Egyesült Királyság része volt | Az Egyesült Királyság része volt | Az Egyesült Királyság része volt | Az Egyesült Királyság része volt | Az Egyesült Királyság része volt | Az Egyesült Királyság része volt |
| 1958     | Az Egyesült Királyság része volt | Az Egyesült Királyság része volt | Az Egyesült Királyság része volt | Az Egyesült Királyság része volt | Az Egyesült Királyság része volt | Az Egyesült Királyság része volt | Az Egyesült Királyság része volt | Az Egyesült Királyság része volt |
| 1962     | Nem jutott be                    | Nem jutott be                    | Nem jutott be                    | Nem jutott be                    | Nem jutott be                    | Nem jutott be                    | Nem jutott be                    | Nem jutott be                    |
| 1966     | Visszalépett                     | Visszalépett                     | Visszalépett                     | Visszalépett                     | Visszalépett                     | Visszalépett                     | Visszalépett                     | Visszalépett                     |
| 1970     | Visszalépett                     | Visszalépett                     | Visszalépett                     | Visszalépett                     | Visszalépett                     | Visszalépett                     | Visszalépett                     | Visszalépett                     |
| 1974     | Nem jutott be                    | Nem jutott be                    | Nem jutott be                    | Nem jutott be                    | Nem jutott be                    | Nem jutott be                    | Nem jutott be                    | Nem jutott be                    |
| 1978     | Nem jutott be                    | Nem jutott be                    | Nem jutott be                    | Nem jutott be                    | Nem jutott be                    | Nem jutott be                    | Nem jutott be                    | Nem jutott be                    |
| 1982     | Visszalépett                     | Visszalépett                     | Visszalépett                     | Visszalépett                     | Visszalépett                     | Visszalépett                     | Visszalépett                     | Visszalépett                     |
| 1986     | Visszalépett                     | Visszalépett                     | Visszalépett                     | Visszalépett                     | Visszalépett                     | Visszalépett                     | Visszalépett                     | Visszalépett                     |
| 1990     | Nem jutott be                    | Nem jutott be                    | Nem jutott be                    | Nem jutott be                    | Nem jutott be                    | Nem jutott be                    | Nem jutott be                    | Nem jutott be                    |
| 1994     | Nem jutott be                    | Nem jutott be                    | Nem jutott be                    | Nem jutott be                    | Nem jutott be                    | Nem jutott be                    | Nem jutott be                    | Nem jutott be                    |
| 1998     | Nem jutott be                    | Nem jutott be                    | Nem jutott be                    | Nem jutott be                    | Nem jutott be                    | Nem jutott be                    | Nem jutott be                    | Nem jutott be                    |
| 2002     | Nem jutott be                    | Nem jutott be                    | Nem jutott be                    | Nem jutott be                    | Nem jutott be                    | Nem jutott be                    | Nem jutott be                    | Nem jutott be                    |
| 2006     | Nyolcaddöntő                     | 13.                              | 4                                | 2                                | 0                                | 2                                | 4                                | 6                                |
| 2010     | Negyeddöntő                      | 7.                               | 5                                | 2                                | 2                                | 1                                | 5                                | 4                                |
| 2014     | Csoportkör                       | 25.                              | 3                                | 0                                | 1                                | 2                                | 4                                | 6                                |
| 2018     | Nem jutott be                    | Nem jutott be                    | Nem jutott be                    | Nem jutott be                    | Nem jutott be                    | Nem jutott be                    | Nem jutott be                    | Nem jutott be                    |
| 2022     | Csoportkör                       | 24.                              | 3                                | 1                                | 0                                | 2                                | 5                                | 7                                |
| Összesen | Negyeddöntő                      | 4/22                             | 12                               | 4                                | 3                                | 5                                | 13                               | 16                               |

### Afrikai nemzetek kupája-szereplés
| Afrikai nemzetek kupája szereplés | Afrikai nemzetek kupája szereplés | Afrikai nemzetek kupája szereplés | Afrikai nemzetek kupája szereplés | Afrikai nemzetek kupája szereplés | Afrikai nemzetek kupája szereplés | Afrikai nemzetek kupája szereplés | Afrikai nemzetek kupája szereplés | Afrikai nemzetek kupája szereplés |
| Év                                | Eredmény                          | Helyezés                          | M                                 | Gy                                | D*                                | V                                 | RG                                | KG                                |
| --------------------------------- | --------------------------------- | --------------------------------- | --------------------------------- | --------------------------------- | --------------------------------- | --------------------------------- | --------------------------------- | --------------------------------- |
| 1957                              | Az Egyesült Királyság része volt  | Az Egyesült Királyság része volt  | Az Egyesült Királyság része volt  | Az Egyesült Királyság része volt  | Az Egyesült Királyság része volt  | Az Egyesült Királyság része volt  | Az Egyesült Királyság része volt  | Az Egyesült Királyság része volt  |
| 1959                              | Nem tagja a CAF-nak               | Nem tagja a CAF-nak               | Nem tagja a CAF-nak               | Nem tagja a CAF-nak               | Nem tagja a CAF-nak               | Nem tagja a CAF-nak               | Nem tagja a CAF-nak               | Nem tagja a CAF-nak               |
| 1962                              | Nem jutott be                     | Nem jutott be                     | Nem jutott be                     | Nem jutott be                     | Nem jutott be                     | Nem jutott be                     | Nem jutott be                     | Nem jutott be                     |
| 1963                              | Aranyérmes                        | 1.                                | 3                                 | 2                                 | 1                                 | 0                                 | 6                                 | 1                                 |
| 1965                              | Aranyérmes                        | 1.                                | 3                                 | 3                                 | 0                                 | 0                                 | 12                                | 5                                 |
| 1968                              | Ezüstérmes                        | 2.                                | 5                                 | 3                                 | 1                                 | 1                                 | 11                                | 8                                 |
| 1970                              | Ezüstérmes                        | 2.                                | 5                                 | 2                                 | 2                                 | 1                                 | 6                                 | 4                                 |
| 1972                              | Nem jutott be                     | Nem jutott be                     | Nem jutott be                     | Nem jutott be                     | Nem jutott be                     | Nem jutott be                     | Nem jutott be                     | Nem jutott be                     |
| 1974                              | Nem jutott be                     | Nem jutott be                     | Nem jutott be                     | Nem jutott be                     | Nem jutott be                     | Nem jutott be                     | Nem jutott be                     | Nem jutott be                     |
| 1976                              | Nem jutott be                     | Nem jutott be                     | Nem jutott be                     | Nem jutott be                     | Nem jutott be                     | Nem jutott be                     | Nem jutott be                     | Nem jutott be                     |
| 1978                              | Aranyérmes                        | 1.                                | 5                                 | 4                                 | 1                                 | 0                                 | 9                                 | 2                                 |
| 1980                              | Csoportkör                        | 5.                                | 3                                 | 1                                 | 1                                 | 1                                 | 1                                 | 1                                 |
| 1982                              | Aranyérmes                        | 1.                                | 5                                 | 2                                 | 3                                 | 0                                 | 7                                 | 5                                 |
| 1984                              | Csoportkör                        | 6.                                | 3                                 | 1                                 | 0                                 | 2                                 | 2                                 | 4                                 |
| 1986                              | Nem jutott be                     | Nem jutott be                     | Nem jutott be                     | Nem jutott be                     | Nem jutott be                     | Nem jutott be                     | Nem jutott be                     | Nem jutott be                     |
| 1988                              | Nem jutott be                     | Nem jutott be                     | Nem jutott be                     | Nem jutott be                     | Nem jutott be                     | Nem jutott be                     | Nem jutott be                     | Nem jutott be                     |
| 1990                              | Nem jutott be                     | Nem jutott be                     | Nem jutott be                     | Nem jutott be                     | Nem jutott be                     | Nem jutott be                     | Nem jutott be                     | Nem jutott be                     |
| 1992                              | Ezüstérmes                        | 2.                                | 5                                 | 4                                 | 1                                 | 0                                 | 6                                 | 2                                 |
| 1994                              | Negyeddöntő                       | 5.                                | 3                                 | 2                                 | 0                                 | 1                                 | 3                                 | 2                                 |
| 1996                              | Negyedik hely                     | 4.                                | 6                                 | 4                                 | 0                                 | 2                                 | 7                                 | 5                                 |
| 1998                              | Csoportkör                        | 11.                               | 3                                 | 1                                 | 0                                 | 2                                 | 3                                 | 3                                 |
| 2000                              | Negyeddöntő                       | 8.                                | 4                                 | 1                                 | 1                                 | 2                                 | 3                                 | 4                                 |
| 2002                              | Negyeddöntő                       | 7.                                | 4                                 | 1                                 | 2                                 | 1                                 | 2                                 | 2                                 |
| 2004                              | Nem jutott be                     | Nem jutott be                     | Nem jutott be                     | Nem jutott be                     | Nem jutott be                     | Nem jutott be                     | Nem jutott be                     | Nem jutott be                     |
| 2006                              | Csoportkör                        | 10.                               | 3                                 | 1                                 | 0                                 | 2                                 | 2                                 | 3                                 |
| 2008                              | Bronzérmes                        | 3.                                | 6                                 | 5                                 | 0                                 | 1                                 | 11                                | 5                                 |
| 2010                              | Ezüstérmes                        | 2.                                | 5                                 | 3                                 | 0                                 | 2                                 | 4                                 | 4                                 |
| 2012                              | Negyedik hely                     | 4.                                | 6                                 | 3                                 | 1                                 | 2                                 | 6                                 | 5                                 |
| 2013                              | Negyedik hely                     | 4.                                | 6                                 | 3                                 | 2                                 | 1                                 | 10                                | 6                                 |
| 2015                              | Ezüstérmes                        | 2.                                | 6                                 | 4                                 | 1                                 | 1                                 | 10                                | 3                                 |
| 2017                              | Negyedik hely                     | 4.                                | 6                                 | 3                                 | 0                                 | 3                                 | 4                                 | 5                                 |
| 2019                              | Nyolcaddöntő                      | 12.                               | 4                                 | 1                                 | 3                                 | 0                                 | 5                                 | 3                                 |
| 2021                              | Csoportkör                        | 19.                               | 3                                 | 0                                 | 1                                 | 2                                 | 3                                 | 5                                 |
| 2023                              | Folyamatban                       | Folyamatban                       | Folyamatban                       | Folyamatban                       | Folyamatban                       | Folyamatban                       | Folyamatban                       | Folyamatban                       |
| 2025                              | Folyamatban                       | Folyamatban                       | Folyamatban                       | Folyamatban                       | Folyamatban                       | Folyamatban                       | Folyamatban                       | Folyamatban                       |
| Összesen                          | 4 aranyérem                       | 25/35                             | 102                               | 54                                | 21                                | 27                                | 133                               | 87                                |

*Beleértve az egyeneses kieséses szakaszban elért döntetleneket is.

### Olimpiai szereplés
| Év         | Eredmény                         | Hely                             | M                                | Gy                               | D                                | V                                | RG                               | KG                               |
| ---------- | -------------------------------- | -------------------------------- | -------------------------------- | -------------------------------- | -------------------------------- | -------------------------------- | -------------------------------- | -------------------------------- |
| 1900– 1956 | Az Egyesült Királyság része volt | Az Egyesült Királyság része volt | Az Egyesült Királyság része volt | Az Egyesült Királyság része volt | Az Egyesült Királyság része volt | Az Egyesült Királyság része volt | Az Egyesült Királyság része volt | Az Egyesült Királyság része volt |
| 1960       | Nem jutott be                    | Nem jutott be                    | Nem jutott be                    | Nem jutott be                    | Nem jutott be                    | Nem jutott be                    | Nem jutott be                    | Nem jutott be                    |
| 1964       | Negyeddöntő                      | 7.                               | 4                                | 1                                | 1                                | 2                                | 7                                | 12                               |
| 1968       | 1. forduló                       | 12.                              | 3                                | 0                                | 2                                | 1                                | 6                                | 8                                |
| 1972       | 1. forduló                       | 16.                              | 3                                | 0                                | 0                                | 3                                | 1                                | 11                               |
| 1976       | Bejutott, de visszalépett        | Bejutott, de visszalépett        | Bejutott, de visszalépett        | Bejutott, de visszalépett        | Bejutott, de visszalépett        | Bejutott, de visszalépett        | Bejutott, de visszalépett        | Bejutott, de visszalépett        |
| 1980       | Bejutott, de visszalépett        | Bejutott, de visszalépett        | Bejutott, de visszalépett        | Bejutott, de visszalépett        | Bejutott, de visszalépett        | Bejutott, de visszalépett        | Bejutott, de visszalépett        | Bejutott, de visszalépett        |
| 1984       | Nem jutott be                    | Nem jutott be                    | Nem jutott be                    | Nem jutott be                    | Nem jutott be                    | Nem jutott be                    | Nem jutott be                    | Nem jutott be                    |
| 1988       | Nem jutott be                    | Nem jutott be                    | Nem jutott be                    | Nem jutott be                    | Nem jutott be                    | Nem jutott be                    | Nem jutott be                    | Nem jutott be                    |
| Összesen   | Negyeddöntő                      | 4/17                             | 10                               | 1                                | 3                                | 6                                | 14                               | 31                               |

- 1948 és 1988 között amatőr, 1992-től kezdődően U23-as játékosok vettek részt az olimpiai játékokon

## Szövetségi kapitányok
- George Ainsley  (1958–1959)
- Andreas Sjolberg  (1959–1962)
- Ember József  (1963)
- Charles Kumi Gyamfi  (1963–1965)
- Carlos Alberto Parreira  (1967)
- Karl Heinz Marotzke  (1968–1970)
- Karl-Heinz Weigang  (1974–1975)
- Oswaldo Carlos Sampaio  (1977–1978)
- Fred Osam-Duodu  (1978–1981)
- Charles Kumi Gyamfi  (1982–1983)
- Emmanuel Kwasi Afranie  (1984)
- Herbert Addo  (ghánai 1984)
- Rudi Gutendorf  (1986–1987)
- Fred Osam-Duodu  (1988–1989)
- Bukhard Ziese  (1990–1992)
- Otto Pfister  (1993)
- Fred Osam-Duodu  (1993)
- E.J. Aggrey-Fyn  (1994)
- Jørgen E. Larsen  (1995)
- Petre Gavrilă  (1995)
- Ishmael Kurtz  (1996)
- Rinus Israël  (1997–1998)
- Giuseppe Dossenna  (1999–2000)
- Fred Osam-Duodu  (2000)
- Jones Attuquayefio  (2001)
- Fred Osam-Duodu  (2001)
- Milan Živadinović  (2002)
- Emmanuel Kwasi Afranie  (2002)
- Bukhard Ziese  (2003)
- Ralf Zumdick  (2003–2004)
- Mariano Barreto  (2004)
- Ratomir Dujković  (2004–2006)
- Claude Le Roy  (2006–2008)
- Milovan Rajevac  (2008–2010)
- Goran Stevanović  (2011–2012)
- James Kwesi Appiah  (2012–2014)
- Avram Grant  (2014–2017)
- James Kwesi Appiah  (2017–2020)
- Charles K. Akonnor (2020–2021)[7]
- Milovan Rajevac  (2021–2022)[8]
- Otto Addo  (2022–)

## Játékosok

### Jelenlegi keret
A 2022-es világbajnokságra nevezett 26 fős ghánai keret.
2022. szeptember 27-én a  Nicaragua elleni mérkőzés után lett frissítve.
|  | K  | Lawrence Ati-Zigi     | 1996. november 29. (28 éves)   | 10  | 0  | St. Gallen             |  |  |
|  | K  | Abdul Manaf Nurudeen  | 1999. február 8. (26 éves)     | 2   | 0  | Eupen                  |  |  |
|  | K  | Ibrahim Danlad        | 2002. december 2. (22 éves)    | 0   | 0  | Asante Kotoko          |  |  |
|  |    |                       |                                |     |    |                        |  |  |
|  | V  | Baba Rahman           | 1994. július 2. (30 éves)      | 47  | 1  | Reading                |  |  |
|  | V  | Daniel Amartey        | 1994. december 21. (30 éves)   | 43  | 0  | Leicester City         |  |  |
|  | V  | Alexander Djiku       | 1994. augusztus 9. (30 éves)   | 18  | 1  | Strasbourg             |  |  |
|  | V  | Joseph Aidoo          | 1995. szeptember 29. (29 éves) | 10  | 0  | Celta Vigo             |  |  |
|  | V  | Gideon Mensah         | 1998. július 18. (26 éves)     | 10  | 0  | Auxerre                |  |  |
|  | V  | Denis Odoi            | 1988. május 27. (36 éves)      | 4   | 0  | Club Brugge            |  |  |
|  | V  | Alidu Seidu           | 2000. június 4. (24 éves)      | 2   | 0  | Clermont               |  |  |
|  | V  | Mohammed Salisu       | 1999. április 17. (25 éves)    | 1   | 0  | Southampton            |  |  |
|  | V  | Tariq Lamptey         | 2000. szeptember 30. (24 éves) | 1   | 0  | Brighton & Hove Albion |  |  |
|  |    |                       |                                |     |    |                        |  |  |
|  | KP | André Ayew            | 1989. december 17. (35 éves)   | 107 | 23 | Asz-Szadd              |  |  |
|  | KP | Thomas Partey         | 1993. június 13. (31 éves)     | 40  | 14 | Arsenal                |  |  |
|  | KP | Mohammed Kudus        | 2000. augusztus 2. (24 éves)   | 16  | 4  | Ajax                   |  |  |
|  | KP | Daniel-Kofi Kyereh    | 1996. március 8. (29 éves)     | 12  | 0  | Freiburg               |  |  |
|  | KP | Daniel Afriyie        | 2001. június 26. (23 éves)     | 5   | 4  | Hearts of Oak          |  |  |
|  | KP | Elisha Owusu          | 1997. november 7. (27 éves)    | 2   | 0  | Gent                   |  |  |
|  | KP | Salis Abdul Samed     | 2000. március 26. (24 éves)    | 0   | 0  | Lens                   |  |  |
|  |    |                       |                                |     |    |                        |  |  |
|  | CS | Jordan Ayew           | 1991. szeptember 11. (33 éves) | 82  | 20 | Crystal Palace         |  |  |
|  | CS | Kamaldeen Sulemana    | 2002. február 15. (23 éves)    | 11  | 0  | Rennes                 |  |  |
|  | CS | Abdul Fatawu Issahaku | 2004. március 8. (21 éves)     | 11  | 0  | Sporting               |  |  |
|  | CS | Osman Bukari          | 1998. december 13. (26 éves)   | 5   | 1  | Crvena zvezda          |  |  |
|  | CS | Iñaki Williams        | 1994. június 15. (30 éves)     | 1   | 0  | Athletic Bilbao        |  |  |
|  | CS | Antoine Semenyo       | 2000. január 7. (25 éves)      | 1   | 0  | Bristol City           |  |  |
|  | CS | Kamal Sowah           | 2000. január 9. (25 éves)      | 0   | 0  | Club Brugge            |  |  |

### Válogatottsági rekordok, korábbi híres játékosok
A 2019. november 18-i  São Tomé és Príncipe elleni mérkőzéssel bezárólag.
A vastaggal jelölt játékosok aktívak.
HÍRES JÁTÉKOSOK
| - Frank Acheampong - Edward Acquah - Eric Addo - Albert Adomah - Harrison Afful - Junior Agogo - Emmanuel Agyemang-Badu - Charles Akonnor - James Kwesi Appiah - Stephen Appiah - Isaac Asare - Christian Atsu - André Ayew - Jordan Ayew - Kwame Ayew - Kevin-Prince Boateng - John Boye - Michael Essien - Mohammed Gargo - Asamoah Gyan - Samuel Inkoom - Samuel Johnson - Richard Kingson - Laryea Kingston - Osei Kofi | - Samuel Kuffour - Nii Lamptey - John Mensah - Jonathan Mensah - Wilberforce Mfum - Wakaso Mubarak - Sulley Muntari - Alex Nyarko - Peter Ofori-Quaye - Kwasi Owusu - John Paintsil - Thomas Partey - Abedi Pelé - Yaw Preko - Mohammed Rabiu - Karin Abdul Razak - Hans Sarpei - Jeffrey Schlupp - Prince Tagoe - Ibrahim Tanko - Isaac Vorsah - Mallam Yahaya - Joachim Yaw - Anthony Yeboah |

## Lásd még
- Ghánai női labdarúgó-válogatott
- Ohene Djan Stadion-tragédia